# Ernesto Gedeón von Laudon
El Barón Ernesto Gedeón von Laudon (en alemán: Ernst Gideon von Laudon; Tootzen, 13 de febrero de 1717-Nový Jičín, 14 de julio de 1790) fue un Generalísimo austriaco, uno de los comandantes imperiales de mayor éxito durante la Guerra de los Siete Años (1756-1763) y la guerra austro-turca de 1787-1791, siendo uno de los pocos que fueron capaces de vencer a Federico II de Prusia. Como muchos de los mejores generales imperiales, Laudon no era natural de Austria, sino hijo de un oficial sueco de (supuesto) origen irlandés. 

## Carrera en el ejército ruso
El Barón Ernesto Gedeón von Laudon nació en Tootzen, en la Livonia sueca (actual Letonia), hijo de un militar al servicio de Suecia.
En 1732 fue admitido en el ejército ruso como cadete en el regimiento de infantería de Skapskow. Al año siguiente comenzó la Guerra de Sucesión Polaca. El joven empezó su carrera militar sirviendo en el sitio de Danzig. Tras terminar la guerra volvió a Rusia para combatir contra los tártaros de Crimea y el Imperio otomano. Tomó parte en el asedio de Azov (1736) a las órdenes de Burkhard Christoph von Münnich y al año siguiente combatió en el asedio de Ochakiv. También luchó en la batalla de Stavuchany (agosto de 1739). Tras la firma de la paz entre Rusia y el Imperio otomano, Laudon fue licenciado.
Laudon intentó ingresar en el ejército prusiano y fue presentado a Federico Guillermo I de Prusia por el embajador ruso, pero este rechazó su ingreso por ser de baja estatura y pelirrojo, cosa que desagradaba sobremanera al soberano. Tras esta negativa, Laudon pensó en entrar al servicio de Austria.

## Guerra de Sucesión Austriaca

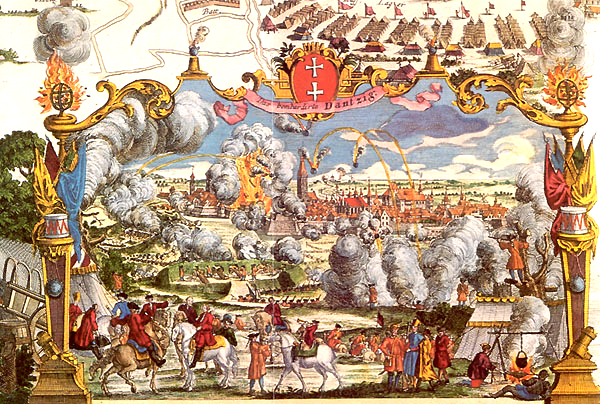
El sitio de Danzig.

Ingresó en el ejército imperial en 1741. En la Guerra de Sucesión Austriaca destacó por su valor y pericia militar, por su coraje y eficiencia (todavía tenía poco más de veinte años) y fue recomendado por el Mariscal de Lovendal, pero no tenía apoyos en la corte de Viena y le fue difícil ascender. Tras muchas dificultades logró una plaza de oficial en un regimiento de croatas con el grado de capitán.
Poco después se casó con Clara Naagen de Posing, con la que pronto tuvo dos hijas que murieron prematuramente. El Conde de Lovendal le entregó unas cartas de recomendación para el Mariscal Maximilian Ulysses Browne, que le concedió el mando de una compañía.

## La Guerra de los Siete Años
En 1756 estalló la Guerra de los Siete Años. Laudon fue ascendido a teniente coronel. Tras sorprender y hacer prisionero a un regimiento del ejército del Príncipe Enrique de Prusia en Bad Hersfeld, fue ascendido a Coronel.
En la batalla de Praga (1757), el ejército imperial fue vencido por Federico II de Prusia. Laudon fue el encargado de cubrir la retirada imperial, realizando la acción con gran pericia. Accedió a la ciudad de Praga con el resto del ejército y allí recibió la misión de efectuar salidas que entorpecieran las labores de asedio del ejército prusiano.

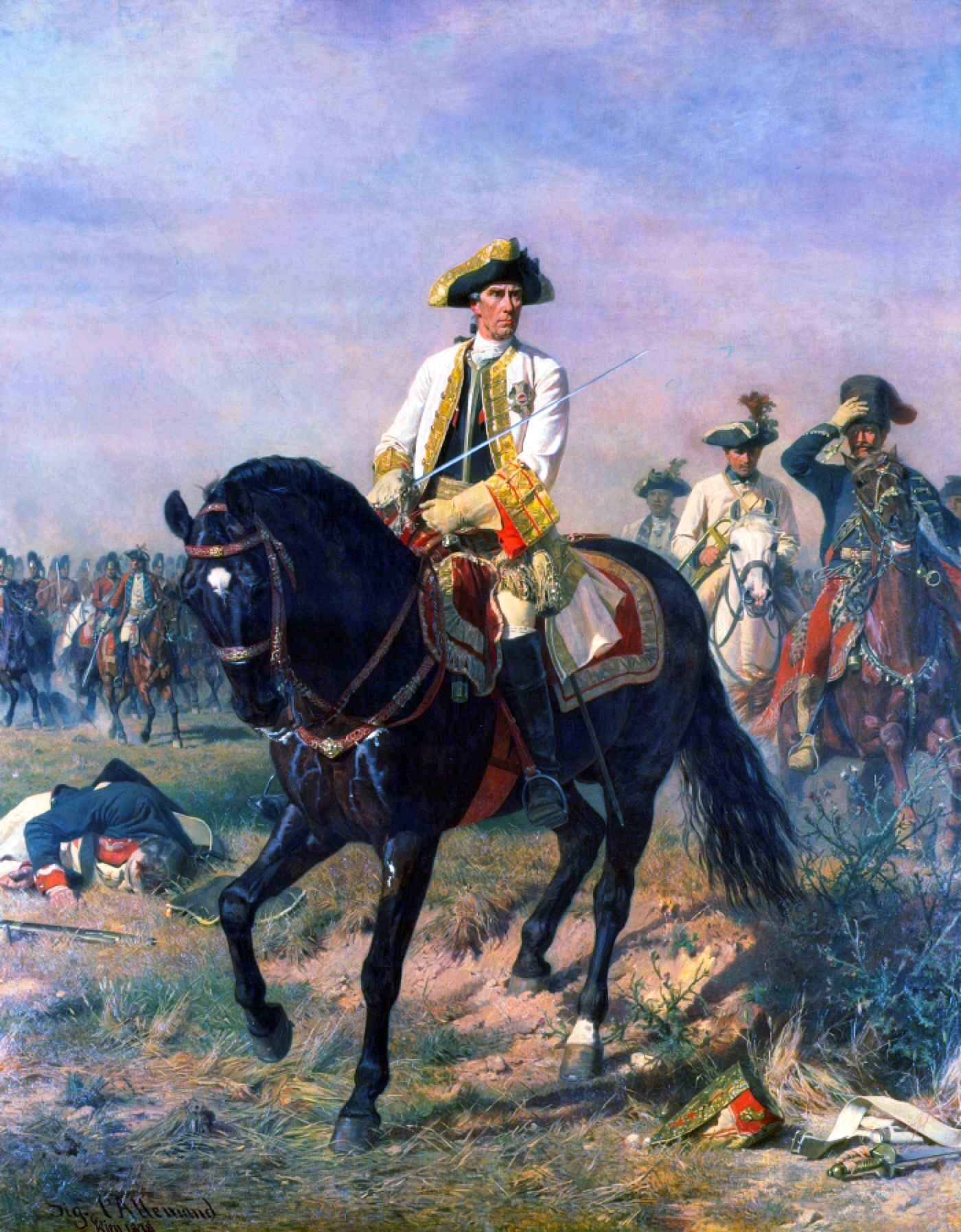
Von Laudon en la Batalla de Kunersdorf. Obra de Siegmund L’Allemand.

Un ejército imperial al mando de Leopold Joseph von Daun llegó al socorro de Praga y consiguió levantar el asedio tras la batalla de Kolin. Laudon fue uno de los encargados tras esta batalla de expulsar a los prusianos de Bohemia. Después de esta acción fue promovido a Mayor General.
Tras la batalla de Kolin fue enviado con el ejército imperial, bajo el mando del Príncipe de Sajonia-Hildburghausen, a unirse a un ejército francés que avanzaba hacia Franconia al mando de Charles de Rohan, Príncipe de Soubise. Laudon no era partidario de enfrentarse en batalla campal con Federico II, sino de agotar sus recursos, pero los franceses querían un enfrentamiento directo. En la batalla de Rossbach, el ejército franco-imperial, que poseía una ventaja numérica de dos a uno, fue derrotado, contando con unas bajas de 5.000 muertos y heridos y 5.000 prisioneros.
En junio de 1758 venció a un ejército prusiano en la batalla de Domstadtl, evitando que llegaran suministros a Federico II, lo que le obligó a levantar el sitio de Olmutz y a desalojar Moravia.
Junto a Leopold Joseph von Daun se enfrentó en 1758 a Federico II en la batalla de Hochkirch dirigiendo el ataque. La batalla resultó una de las mayores derrotas de la carrera del rey prusiano. Por el destacado papel que interpretó en esta victoria imperial le fue concedida la Orden de María Teresa.
A principios de noviembre de 1758 tuvo que regresar a Viena para curarse de un ataque de gota. En la primavera siguiente le fue concedido el mando de un ejército de 18.000 hombres  para que se juntara con el ejército ruso al mando de Piotr Saltikov. Federico II quiso alejar la amenaza del ejército austro-ruso pero fue derrotado en la batalla de Kunersdorf. Laudon era partidario de hostigar a Federico II para que no pudiera recomponer su ejército, pero Saltikov se negó a perseguir al rey prusiano y desaprovechó la victoria. En esta derrota los prusianos perdieron 20.000 hombres, 178 cañones y 28 banderas en seis horas de combate.
Su relación con Leopold Joseph von Daun fue excelente, y la cooperación entre los dos mandos supuso una grave amenaza para Federico II.

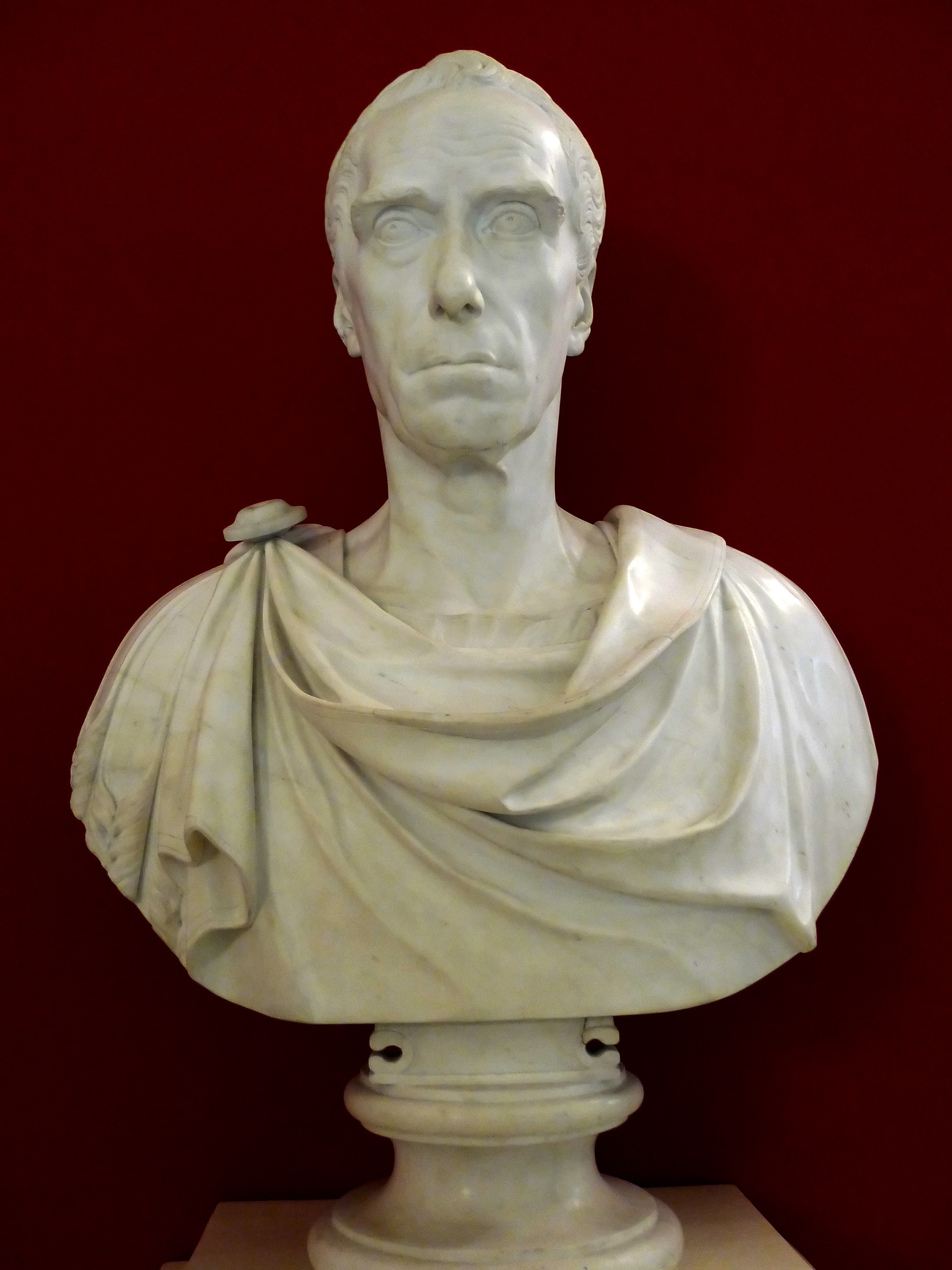
Busto de von Laudon. Obra de Giuseppe Ceracchi.

En 1760 consiguió una victoria completa contra Heinrich August de la Motte Fouqué en la batalla de Landshut, en la que hizo prisionero a Fouqué junto a dos Mayores Generales, tres coroneles, un teniente coronel, trece mayores, 46 capitanes, 47 tenientes y más de 7.000 soldados. Tras esta batalla puso asedio a la ciudad de Klodzko, que fue tomada en cinco días. 
Después las tropas rusas y las austriacas de Daun, Franz Moritz von Lacy y Laudon intentaron envolver al ejército de Federico II que se encontraba en Liegnitz, pero el rey prusiano se adelantó, les atacó y derrotó en la batalla de Liegnitz (1760). Capturó Schweidnitz en un ataque por sorpresa en 1761 en el último éxito de Austria de la guerra.
Su incansable actividad continuó hasta el final del conflicto. Con la paz se retiró a su finca particular y pasó los años escribiendo tratados de guerra y visitando lugares donde habían tenido lugar batallas en el pasado.

## Guerra de Sucesión bávara
Al estallar la Guerra de Sucesión bávara, Laudon, que había sido nombrado Mariscal de Campo, fue nuevamente puesto al frente de un ejército. Evitó que un ejército prusiano al mando de Enrique de Prusia invadiera Bohemia y luego tomó la ciudad de Habelschwert. No intervino en más acciones militares porque la guerra fue corta.

## Guerra austro-turca (1787-1791)

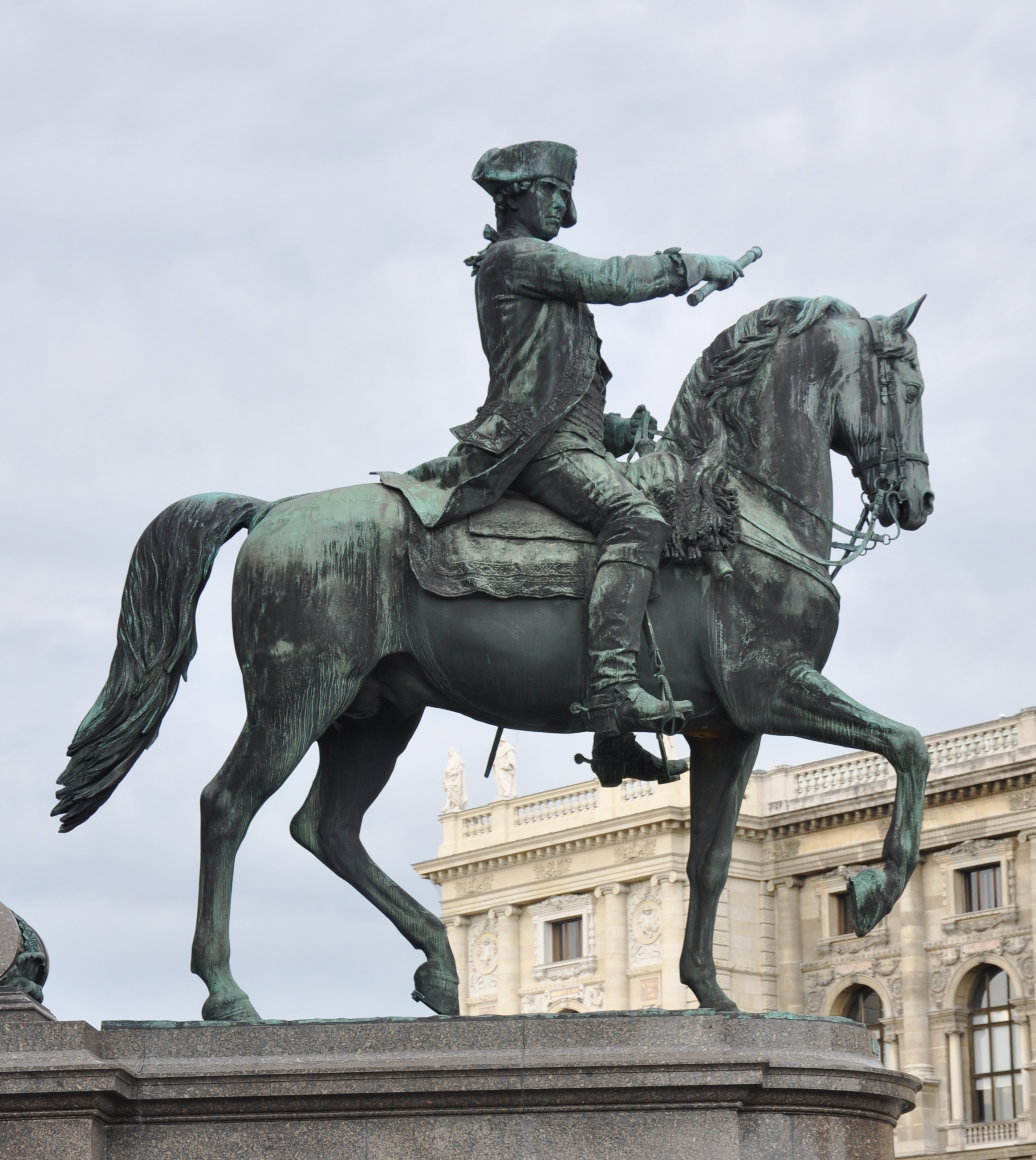
Estatua de von Laudon en el monumento a María Teresa I de Austria.

Aunque la paz con los prusianos se mantuvo bajo el reinado de José II, el Imperio otomano declaró la guerra a Austria. José II y Lacy se pusieron al mando de las tropas, pero sufrieron varias derrotas y finalmente el Emperador tuvo que retirarse a Viena por haber enfermado.
Se llamó a Laudon, que por entonces tenía 72 años, para que se pusiera al mando de las tropas imperiales. El anciano mariscal dio un vuelco a la situación de la guerra y ocupó las ciudades de Dubice, Novi Grad y finalmente Belgrado, que había sido entregada al Imperio otomano después de la desastrosa guerra austro-turca (1737-1739) y que cayó tras un sitio de 26 días. Poco después cayó Smederevo.
El 20 de febrero de 1790 falleció José II y le sucedió Leopoldo II de Austria, quien nombró a Laudon Generalísimo (se convirtió en el tercer generalísimo de la historia austriaca - antes lo habían sido Albrecht von Wallenstein y el príncipe Eugenio de Saboya.
Tras visitar Viena, donde fue presentado a la emperatriz, Laudon pasó a Nový Jičín en Moravia, donde le alcanzó la muerte el 14 de julio de 1790.
Su hijo Johann Ludwig Alexius Freiherr von Laudon  (1762-1822) luchó en las Guerras Napoleónicas y llegó al grado de teniente mariscal de campo.